# Steinhausmühle
Steinhausmühle ist ein Wohnplatz der Gemeinde Wilhelmsthal im Landkreis Kronach (Oberfranken, Bayern), der in dem Gemeindeteil Grümpel aufgegangen ist.

## Geographie
Die Einöde liegt im tief eingeschnittenen Tal der Grümpel. Eine Gemeindeverbindungsstraße führt nach Wilhelmsthal zur Staatsstraße 2200 (2 km südwestlich) bzw. nach Untergrümpelmühle (1,9 km nördlich).

## Geschichte
Gegen Ende des 18. Jahrhunderts gehörte Steinhausmühle zur Realgemeinde Birnbaum. Das Hochgericht übte das bambergische Centamt Kronach aus. Die Grundherrschaft über die Schneidmühle hatte das Kastenamt Kronach inne.
Mit dem Gemeindeedikt wurde Steinhausmühle dem 1808 gebildeten Steuerdistrikt Birnbaum und der 1818 gebildeten Ruralgemeinde Birnbaum zugewiesen. 1856 wurde sie nach Steinberg umgemeindet. In den amtlichen Ortsverzeichnissen nach 1877 wurde der Ort nicht mehr aufgelistet, hingegen in den topographischen Karten wurde sie stets verzeichnet. Am 1. Mai 1978 wurde Steinhausmühle im Zuge der Gebietsreform in Bayern in die Gemeinde Wilhelmsthal eingegliedert.

### Einwohnerentwicklung
| Jahr      | 001818 | 001861 | 001871 |
| Einwohner |        |        | 6      |
| Häuser    | 1      | 1      |        |
| Quelle    | [ 4 ]  | [ 6 ]  | [ 7 ]  |

## Religion
Steinhausmühle war ursprünglich in die katholische Pfarrei St. Stephan in Birnbaum gepfarrt. Seit dem 19. Jahrhundert ist die Pfarrei St. Laurentius in Neufang für den Ort zuständig.

## Weblink
- Steinhausmühle in der Ortsdatenbank des bavarikon, abgerufen am 20. August 2021.